# Landkreis Konstanz
Landkreis Konstanz är ett distrikt i Baden-Württemberg, Tyskland.

## Infrastruktur
Genom distriktet passerar motorvägen A81.
1. ↑  GeoNames, 2005, Geonames-ID: 2885678, läs online och läs online.[källa från Wikidata]